# Xã Butler, Quận DeKalb, Indiana
Xã Butler (tiếng Anh: Butler Township) là một xã thuộc quận DeKalb, tiểu bang Indiana, Hoa Kỳ. Năm 2010, dân số của xã này là 1.691 người.